# Von Baeyer (Mondkrater)
Von Baeyer ist ein kleiner Einschlagkrater auf der Mondvorderseite in der Nähe des Südpols, unmittelbar nordöstlich des Kraters Scott und nordwestlich von Amundsen.
Der Krater wurde 2009 von der IAU nach dem deutschen Chemiker und Nobelpreisträger Adolf von Baeyer offiziell benannt.